# ナイト ミュージアム
『ナイト ミュージアム』（原題: Night at the Museum）は、2006年のアメリカのファンタジー、コメディ映画。監督はショーン・レヴィ、主演はベン・スティラー。夜になると展示物が動き出す不思議な博物館を舞台に、夜間警備員として働くことになった主人公の活躍を描く。1993年のミラン・トレンツ著の同名の絵本を原作としている。ニューヨークに実在するアメリカ自然史博物館を舞台としている。
2009年には続編に当たる『ナイト ミュージアム2』が、2014年には最終章にあたる『ナイト ミュージアム/エジプト王の秘密』が公開された。

## ストーリー
何の仕事をしても長続きしない冴えないバツイチ男のラリー。離婚した元妻と暮らしている息子のニックから仕事を探すよう諭されたラリーは、訪れた職業斡旋所でニューヨークの自然史博物館での仕事を紹介される。
博物館に訪れたラリーが受け持つことになった仕事は夜間の警備員、すなわち夜警だった。ラリーは3人の老警備員たちから、博物館の来場者が少なくなったせいで長年夜警を務めていた者たちの大半が解雇され、新たに1人だけを雇うことになったという話を聞く。こうしてラリーは、博物館の新米夜警として働くことになる。
初出勤の夜、ラリーはいつの間にかティラノサウルスの骨格標本が台座から忽然と消えていることに気がつく。訝しがるラリーが館内を見回ると、なんと骨格標本が生きているかのように博物館内を動き回っていた。さらにそれだけではなく、石像や動物の剥製、ミニチュア人形など他の展示物も同様に動き回っていたのだ。ラリーは慌てて電話で元警備員の老人たちに助けを求めるが、老人たちは展示物が動くのが当然であるかのように話して電話を切ってしまう。
そんな状況の中、ラリーは夜な夜な暴れだす博物館の展示物達を鎮めるため、孤軍奮闘することになる。
しかし常識はずれの展示物の乱痴気騒ぎを一人で対処できるはずもなく、朝には博物館はすっかり散らかった状態になってしまい、毎日のように所長に叱られてしまう。ついには退職を勧告されるが、ラリーは息子の手前、続けることを決意。
展示物のリーダー的存在であるルーズベルトの助けを借りながら、展示物たちと心を通わせていく。
ある夜、息子に動く展示物を見せようと彼を博物館に連れてきたラリーは、動くはずのマネキンたちが動かなくなっていることに気付く。ラリーが原因を調べると、なんと展示物に命を吹き込んでいる「アクメンラーの石板」が前夜別の警備員たちに盗まれていた。彼らは石版の力で若さと力を手に入れようと、石版を盗んだ罪をラリーになすりつけようとしていた。息子ともども古代エジプトのブースに閉じ込められたラリーはルーズベルトに助けを求めるが、「自分の力で切り抜けなければならない」と断られる。しかしそれによって気持ちを切り替えたラリーは展示物たちの指揮官となり、総出で石版を奪還しようとする。そして苦戦の末、タイムリミットである夜明け直前に石板の奪還に成功、太陽の光を浴びると灰になってしまう展示物たちを博物館に戻すことにも成功した。
しかし、館内は惨憺たるありさまになっていたため、ラリーは正式に免職処分となってしまう。だが、夜の騒動が思わぬ宣伝効果となって博物館には来場者が殺到し、思い直した館長は免職を取り消す。
その後、アクメンラーの石板を制御することによって暴れだすことが無くなった展示物たちは、夜な夜なダンスやサッカーなどに興じるようになる。その様子を、夜警員のラリーは楽しげに見つめるのだった。

## キャスト

### 現実の人間たち
ローレンス・"ラリー"・デイリー
演 - ベン・スティラー、日本語吹替 - 檀臣幸
主人公。セシル達の仕事を受け継いで警備員になる。動く展示物たちに振り回されるものの、次第に展示物たちと心を通い合わせていく。ティラノサウルスの骨格標本に尻尾で吹き飛ばされて階段にぶつかっても平然とするなど、タフな肉体を持っている。
ニック・デイリー
演 - ジェイク・チェリー、日本語吹替 - 千葉翔也
デイリー夫妻の一人息子。愛称はニッキー。今はエリカとその後夫の家で暮らしているが、ラリーの所もよく訪問する、健気な性格。
レベッカ・ハットマン
演 - カーラ・グギノ、日本語吹替 - 高乃麗
博物館の案内員。サカジャウィアについて研究し、論文を書いている。初めは夜の博物館の秘密を知らなかったが、終盤で秘密を知り、サカジャウィアと対面して感激する。
セシル・フレデリックス
演 - ディック・ヴァン・ダイク、日本語吹替 - 中村正
警備員トリオのリーダー。ラリーにさまざまな仕事の引継ぎをする。石板の力を手放したくないためにラリーに濡れ衣を着せ、仲間と共に石板と展示物を盗もうとするが、ラリーと展示物達に阻止される。その後、警察に通報されない代わりに清掃員になった。
ガス
演 - ミッキー・ルーニー、日本語吹替 - 永井一郎
警備員トリオの一人で、小柄な白人。元ボクシング選手で、常に攻撃的な言動をとる。
レジナルド
演 - ビル・コッブス、日本語吹替 - 坂口芳貞
警備員トリオの一人で、のっぽの黒人。足が悪く杖をついている。
マクフィー博士
演 - リッキー・ジャーヴェイス、日本語吹替 - 佐藤晴男
博物館の館長。神経質なヘタレキャラ。
エリカ・デイリー
演 - キム・レイヴァー、日本語吹替 - 山崎美貴
ラリーの先妻で、今はドンと再婚している。息子のニックやドンと違い、今のラリーを快く思っていない。
ドン
演 - ポール・ラッド
エリカの再婚相手。職業は債権トレーダー。
デビー
演 - アン・メアラ
職業斡旋所の職員。

### ミュージアムの展示物
セオドア・ルーズベルト
演 - ロビン・ウィリアムズ、日本語吹替 - 岩崎ひろし
エントランスホールに飾られている蝋人形で、軍服姿で乗馬している。愛称はテディ。展示物の中でもラリーと最も心が通じ、彼にさまざまなアドバイスをする。勇しく賢い性格だが、想い人のサカジャウィアにはなかなか話しかけられず、物陰から彼女を見つめ続けている。
T-REX（レックス/レクシー）
最初にラリーの眼前で動いたティラノサウルスの全身骨格。外見とは裏腹に人懐っこく、犬のように尻尾を振る。
ガイウス・オクタウィウス
演 - スティーヴ・クーガン、日本語吹替 - 水野龍司
ローマ帝国のコロッセオを再現したジオラマのミニチュア人形。侵略・征服欲が強いが、忠誠心も強いのでラリーには絶対に従う。ジェデダイアとは犬猿の仲で、いつも衝突を繰り返していた。しかし石板奪還作戦で彼と協力した事をきっかけに強い友情が芽生え、無二の親友になった。
ジェデダイア・スミス
演 - オーウェン・ウィルソン 、日本語吹替 - 森川智之
アメリカ西部開拓時代を再現したジオラマのミニチュア人形。愛称はジェド。展示物の外にまで蒸気機関車の線路を延ばそうとする。オクタウィウスとは犬猿の仲で、いつも衝突を繰り返していたが、石板奪還作戦で彼と協力した事をきっかけに強い友情が芽生え、無二の親友になった。銃を持っているが展示物のため弾は出ない。
アッティラ
演 - パトリック・ギャラガー
フン族の暴君。敵対する者は八つ裂きにする主義。妖術や奇術、マジックに興味がある。終盤でラリーと和解し、涙を見せた。
アクメンラー
演 - ラミ・マレック、日本語吹替 - 小森創介
古代エジプトのミイラの王子で、愛称はアック。石板の持ち主。ラリーに解放されるまでは棺の中で喚き続けていたが、包帯を取ると腐敗もなく生前の姿のままで生き返る。様々な国の博物館に所蔵されていたため多国語を話すことができ、博識。ラリーとニックを「ブルックリンの守護者」と呼ぶ。
実際の歴史上には存在しない映画オリジナルキャラクター。
アヌビス像
エジプト神話に登場するジャッカルの神。アクメンラーの展示室に展示されている2体の巨像。初めは展示室に閉じ込められたラリーとニックに襲いかかるが、ラリーに解放されたアクメンラーに止められ彼らを手助けした。
サカジャウィア
演 - ミズオ・ペック、日本語吹替 - 本田貴子
ポリウレタンの人形。白人の通訳をかって出た、アメリカ先住民の娘。展示がガラス越しのため、いつもは音が聞こえないが、石板奪還作戦でラリーがガラスを壊したことで解放された。
ルイスとクラーク
サカジャヴィアの案内で当時未開とされていた西部を旅した探検家。サカジャウィアと共にガラス越しに展示されている。未公開シーンでは市バスに乗って太平洋に行こうとした。
クリストファー・コロンブス
演 - ピエルフランチェスコ・ファヴィーノ
アメリカ大陸発見のために西側を指差した銅像。名前が書かれていなかったので、後半までラリーはニックに教えられるまで、名前を間違えていた。古い人物なのでラテン語をしゃべる。
モアイ像
声 - ブラッド・ギャレット、日本語吹替 - 玄田哲章
イースター島の石造を再現したレプリカ。片言で喋る。好物はチューインガム（彼いわく「ガムガム」）。警備員のことを何故か「ボケボケ」と呼ぶ。終盤で騒ぎを起こす展示物たちを一喝し、騒ぎを静めた。
デクスター（猿）
オマキザル。あだ名はデックス。館内説明では「サルの中でもかなりの知的」とされているが、いたずらが大好きでラリーから何度も鍵をうばう。
ネアンデルタール人
蝋人形。展示スペースで火をつけようとしている4人組。騒ぎの渦中で、仲間の一人が朝日の光を浴びて灰となってしまう。消火器の泡が好物。
マヤ族
インカ帝国を再現したジオラマのミニチュア人形。吹き矢でラリーを攻撃する。
南北戦争の兵士たち
洋服店のマネキン人形のような顔なし人形。初めは争いを繰り返していたが、ラリーに諭され和解する。
その他の展示物
ライオン、ダチョウ、ゾウ、マンモス、ヘラジカ、シマウマ、クジラなどの剥製や、ヴァイキング、釈迦、兵馬俑、エスキモーなど、数多くの展示物がエキストラとして背景にいる。

## 舞台となった場所
アメリカ自然史博物館が舞台となっている。なお、自然史博物館で実際に撮影されたのは外観だけで、館内については博物館を模したセットを用いてすべての撮影が行われた。

## 日本での公開
日本では2007年3月17日に公開された。日本博物館協会および東京都歴史文化財団推薦。観客動員数4週連続で1位、総興行成績35.7億円。

## DVD
DVDは通常版と限定版（本編と音声解説の入ったDISC1と未公開シーンやゲームの入ったDISC2が入ったもの）とおもちゃ箱（限定版とグッズのセット）の三種類が2007年8月3日に発売された。
2016年4月22日からは日本マクドナルドが販売する、「バリューセット」と「ハッピーセット｣のキャンペーン「選べるDVDセット」内で、本作品を収録したDVDが付録としてラインナップされた。

## 小説
- 『ナイト ミュージアム』 講談社
  1. 2007年2月16日発売 ISBN  978-4-062-13845-1

## テレビ放送
| 回数 | テレビ局   | 番組名（放送枠名） | 放送日        | 放送時間      | 放送分数 | 視聴率 |
| ---- | ---------- | ------------------ | ------------- | ------------- | -------- | ------ |
| 1    | 日本テレビ | 金曜ロードショー   | 2009年8月7日  | 21:00 - 22:54 | 114分    | 15.4%  |
| ２   | フジテレビ | 土曜プレミアム     | 2010年9月4日  | 21:00 - 23:10 | 130分    | 11.7%  |
| ３   | テレビ朝日 |                    | 2014年3月31日 | 2:40 - 4:45   | 125分    |        |
| ４   | 日本テレビ | 金曜ロードSHOW!    | 2015年3月20日 | 21:00 - 22:54 | 114分    | 12.1%  |
| ５   | テレビ東京 | 午後のロードショー | 2018年3月26日 | 13:35 - 15:40 | 125分    |        |
| 6    | 日本テレビ | 金曜ロードSHOW!    | 2019年7月26日 | 21:00 - 22:54 | 114分    |        |

- 視聴率はビデオリサーチ調べ、関東地区・世帯・リアルタイム。